# Simao (Pu'er)
Simao (en chino:思茅区, pinyin:Sīmáo qū) es el centro administrativo y único distrito urbano bajo la administración directa de la ciudad-prefectura de Pu'er. Se ubica al sur de la provincia de Yunnan, sur de la República Popular China. Su área es de 1127 km² y su población total para 2010 fue +100 mil habitantes.
Como sede de gobierno, Simao es el centro político, económico, cultural, tecnológico, financiero y de información de la ciudad-prefectura de Pu'er.

## Administración
El distrito de Simao se divide en 9 pueblos que se administran en 4 subdistritos, 1 poblado y 4 villas.